# Echanella obscura
Echanella obscura là một loài bướm đêm trong họ Noctuidae.